# Vilić Selo
Vilić Selo är en ort i Kroatien.   Den ligger i länet Slavonien, i den östra delen av landet, 130 km öster om huvudstaden Zagreb. Vilić Selo ligger 176 meter över havet och antalet invånare är 185.
Terrängen runt Vilić Selo är kuperad åt sydväst, men åt nordost är den platt. Vilić Selo ligger nere i en dal. Runt Vilić Selo är det glesbefolkat, med 10 invånare per kvadratkilometer. Närmaste större samhälle är Požega, 10,8 km öster om Vilić Selo. Omgivningarna runt Vilić Selo är en mosaik av jordbruksmark och naturlig växtlighet.